# 云海肴
云海肴是中華人民共和國一家雲南菜連鎖餐廳，由2009年成立的北京心正意诚餐饮有限公司負責經營。2017年，云海肴獲評央视财经频道的“最受消费者欢迎十大餐厅”。截至2019年，云海肴餐厅在北京、天津、上海等12个城市共有開設100多家分店。
2019年，云海肴正式进入新加坡市场，开设了第一家海外门店。

## 外部連結
- 官方网站